# José Apolinar Cepeda Peraza
José Apolinar Cepeda Peraza  (1819 - 1872) fue un militar mexicano, defensor de la república en época de Benito Juárez. Más tarde gobernador de Yucatán. Nacido en la ciudad de Mérida, Yucatán y muerto en el mismo lugar. Hermano de Manuel Cepeda Peraza a quien acompañó en la liberación de Mérida de las tropas  imperialistas el 15 de junio de 1867.

## Datos históricos
Tomó posesión del gobierno de Yucatán el 2 de abril de 1869 poco tiempo después de la muerte de su hermano, quien fue declarado benemérito del estado el 26 de abril siguiente. A finales de 1869, al concluir el mandato que asumió en abril, fue elegido en la misma fórmula de Manuel Cirerol y Canto, ahora como vicegobernador del estado. El periodo de ellos debería durar dos años, de 1870 a 1872. La constitución estatal fue modificada para ampliar el mandato gubernamental hasta por cuatro años y se incluyó un artículo transitorio por el que la administración en curso de Cirerol y Cepeda Peraza, continuaría en el nuevo periodo ampliado. Este hecho fue considerado inconstitucional y generó protestas. Al insistir los dos personajes en mantenerse en el poder al concluir sus dos primeros años, se desató una insurrección armada en el oriente del estado para defenestrarlos, movimiento que ellos mismos intentaron sofocar, sin lograrlo. 
En apoyo a la rebelión regresó a Yucatán el coronel Francisco Cantón Rosado que se puso al frente de los insurrectos. De México, con instrucciones del presidente Benito Juárez, llegó a Yucatán el general Vicente Mariscal para aplacar a los rebeldes que además ya habían manifestado su adhesión al Plan de La Noria.
El coronel Cantón y Vicente Mariscal negociaron y acordaron desactivar la rebelión a cambio de deponer a Cirerol que pretendía extender su mandato. Así ocurrió, quedándose como gobernador provisional el general juarista Vicente Mariscal y haciendo que José Apolinar Cepeda Peraza huyera del estado hacia Quintana Roo, en donde tuvo que refugiarse. Ahí murió poco después, en 1872.